# Schutzmantelfigur

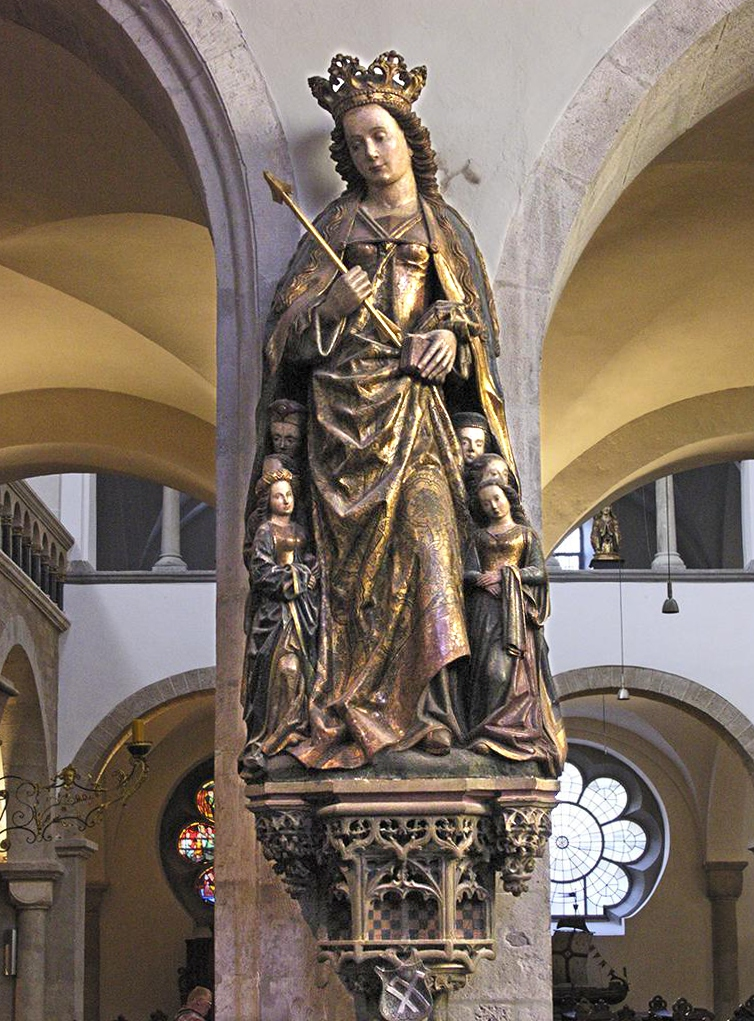
Die Heilige Ursula als Schutzmantelfigur in der Kirche St. Ursula (Köln) (1465)

Schutzmantelfigur ist eine kunstwissenschaftliche Bezeichnung für eine spezielle Form der Heiligendarstellung in der christlichen Kunst. Eine Schutzmantelfigur gewährt anderen Figuren unter ihrem weiten Gewand Schutz. 
Vor allem die Jungfrau Maria wird traditionell als Schutzmantelmadonna dargestellt. Die Figuren unter ihrer Obhut können stellvertretend die christliche Gemeinde repräsentieren. Oft handelt es sich dabei um Figuren, die den Stifter des jeweiligen Kunstwerks darstellen.
Als ikonografisches Attribut findet sich diese Art der Darstellung auch bei der Heiligen Ursula, unter deren Mantel ihre Gefährtinnen Schutz finden.